# Choi Min-kyung
Pour les articles homonymes, voir Choi.
Dans ce nom coréen, le nom de famille, Choi, précède le nom personnel.
Choi Min-kyung, née le 25 août 1982 à Séoul, est une patineuse de vitesse sur piste courte sud-coréenne naturalisée française en 2002. Elle a participé aux Jeux olympiques d'hiver de 1998 à Nagano et aux Jeux olympiques d'hiver de 2002 à Salt Lake City sous les couleurs de la Corée du Sud puis aux Jeux olympiques d'hiver de 2006 à Turin sous celle de la France.
Elle a été deux fois championne olympique de relais (3 000 mètres féminin sous les couleurs de la Corée du Sud en 1998 puis en 2002 avec ses coéquipières  Choi Eun-kyung, Park Hye-won et Joo Min-jin cette année-là).
Elle a ensuite remporté la médaille de bronze du championnat du monde de relais en 2005, ainsi que la médaille d'argent du championnat d'Europe à deux reprises (2005, 2006).
Aux JO d'hiver de 2006, elle est disqualifiée en quarts de finale du 1 000 mètres femmes de patinage de vitesse sur piste courte et son équipe est arrivée 5e au relais 3 000 mètres.

## Palmarès[2]
- Jeux olympiques d'hiver
  -  Médaille d'or en relais en 1998
  -  Médaille d'or en relais en 2002
- Championnats du monde
  -  Médaille de bronze en relais en 2005
- Championnats d'Europe
  -  Médaille d'argent en relais en 2005
  -  Médaille d'argent en relais en 2006
- Championnats de France
  -  Médaille d'or en 2004 au 500, 1000,  1 500 et 3 000 m[3].
- Coupe du monde
  - 46e de la Coupe du monde 2004
  - 27e de la Coupe du monde 2005